# Vladímir Tkachenko
Vladímir Tkachenko (en ruso: Владимир Ткаченко, pronunciación  /vlɐdʲˈimʲɪr pʲɪtrˈovʲɪt͡ɕ tkɐˈt͡ɕenkə/); Golovinka (Sochi), Unión Soviética; 20 de septiembre de 1957) es un exjugador de baloncesto soviético activo desde mediados de la década de los 70 y durante los años 80. Jugaba en la posición de pívot y destacaba por su alta estatura, 2,21 m, algo poco habitual en el baloncesto de su época; su corpulencia (pesaba 141 kg) y por su distintivo bigote.

## Biografía

### Trayectoria a nivel de clubes
Aunque de niño se sintió atraído por el fútbol, su inusual estatura (con 12 años ya medía 1,90 m) le hizo decantarse por el baloncesto. Los clubes punteros de la Unión Soviética (TSKA de Moscú, Stroitel de Kiev y Spartak de Leningrado) quisieron reclutarle a principios de los 70, pero al ser su familia de origen ucraniano se decidió por el Stroitel y se mudó a Kiev. Para la temporada 73/74 ya formaba parte de la primera plantilla y disponía de minutos con asiduidad, quedando tercero en el campeonato soviético en su debut en la máxima competición doméstica. Tkachenko siguió en el Stroitel hasta 1982, cuando fue reclutado en contra de su voluntad por el sempiterno campeón, el TSKA de Moscú, donde estuvo hasta 1989 y con el que ganó varias veces la liga soviética. Durante esta época sus duelos con Sabonis, pivot estrella del Zalgiris de Kaunas, fueron legendarios. Una vez que la URSS permitió a sus jugadores salir a jugar al extranjero, Tkachenko fichó por el Club Baloncesto Guadalajara de España para la temporada 89/90. A pesar de dar un buen nivel, tuvo problemas de lesiones y fue cortado antes de terminar la temporada. De vuelta en la Unión Soviética, jugó unos pocos partidos ese mismo año con el TSKA pero finalmente tuvo que retirarse.

### Trayectoria en la selección de la URSS
Con 15 años ya medía 2,12 m y fue el máximo anotador y mejor jugador de la selección soviética que se impuso en el Europeo Cadete de 1973, anotando 29 puntos a España en la final del torneo. También participó en el Europeo Junior de 1976, donde consiguió la medalla de plata.
Aunque desde 1974 ya estuvo presente en alguna convocatoria con la selección absoluta, su debut en un gran torneo fue en los Juegos Olímpicos de Montreal en 1976, donde obtuvo la medalla de bronce. A partir de entonces se convirtió en una pieza esencial del equipo soviético, logrando la plata en el Eurobasket de 1977, otra plata en el Mundial de Filipinas en 1978, un oro en el Eurobasket de 1979, un bronce en los Juegos Olímpicos de Moscú en 1980 (considerado un gran fracaso ante la ausencia de los Estados Unidos por el boicot), y otro oro en el Eurobasket de 1981. 
En 1982 consiguió su mayor éxito internacional al lograr la medalla de oro en el Mundial del Colombia 1982, derrotando a Estados Unidos en la final por un único punto (95-94). En 1983 no le permitieron acudir al Eurobasket al tener retirado el pasaporte por problemas de divisas en la aduana, mientras que en 1984 la URSS devolvió el boicot a los Estados Unidos y no participaron en las Olimpiadas de Los Ángeles a pesar de haberse impuesto con rotundidad en el preeuropeo de París. La irrupción de Sabonis como el mejor pívot del equipo y sus desavenencias con el nuevo seleccionador, Vladímir Obujov, le hicieron perder importancia y le relegaron al fondo del banquillo en el oro conseguido en el Eurobasket 1985 y la plata del Mundial de España de 1986. Con la vuelta al banquillo de la selección de Gomelsky, la lesión de Sabonis y la ausencia de Belostenny volvió e ser titular y básico en la medalla de plata del Eurobasket de 1987. A la postre esta sería su última participación en un torneo internacional importante, ya que una inoportuna lesión le hizo perderse el ansiado oro conseguido en las Olimpiadas de Seúl en 1988 y tampoco fue convocado para el Eurobasket de 1989.
En cuanto a distinciones individuales, fue elegido en el 5 ideal en los siguientes campeonatos: Mundiales de 1978 y 1982 y Eurobaskets de 1979 y 1981. En 1979 le concedieron los galardones Euroscar y Mr Europa como mejor jugador del continente.

### Después de retirarse
Tras su retirada del baloncesto y la disolución de la URSS, Tkachenko tuvo varios empleos alejados del deporte de la canasta, como telefonista en la recepción de una compañía de taxis en Moscú, entre otros. Actualmente trabaja en una empresa logística de transportes y entrena a niños de 9 a 12 años.
En 2007 visitó España para ser imagen de la Cooperativa de vinos Pedrosa de Duero, que ese año cumplía 50 años, como él.

### Clubes
- 1974-82: Stroitel
- 1982-89: CSKA Moscú
- 1989-90: CB Guadalajara

## Curiosidades
- Como jugador del CSKA Moscú fue el protagonista de uno de los más apasionantes duelos del baloncesto europeo de los 80. Su rival fue Arvydas Sabonis, que vestía la camiseta del Zalguiris Kaunas. Ambos equipos eran los dominadores del campeonato soviético, pero además eran compañeros de selección y grandes amigos.
- Su hijo Igor, de 2,09 metros de altura, juega en el Dynamo de Moscú.
- A pesar de su imponente aspecto, su descomunal físico y el miedo que infundía en los rivales, Tkachenko era famoso por su caballerosidad con los contrincantes.
- Tuvo que retirarse por unos insoportables dolores de espalda.
- Una anécdota de lo que provocaba en la gente: en una ocasión Tkachenko no acudió al entrenamiento de su equipo por encontrarse enfermo. Estando en su casa oyó como unos ladrones entraban a robar. Tkachenko salió a 'recibirlos' y, antes de que pudiera hacer o decir nada, uno de los ladrones saltó por la ventana en cuanto vio al pívot. Era un tercer piso y se rompió bastantes huesos.
- Calza un 56 de pie.
- Con 12 años ya medía 1,90, a los 15 llegaba a 2,12 y con 19 ya alcanzó los 2,21.
- A finales de los 80, en España se le decía "Tkachenko" a los hombres "grandotes".